# Тепе-Гавра
Тепе-Гавра (курд. Tepe Gawra, дословно — «великий холм») — древнее поселение в Месопотамии, расположенное невдалеке от места, где позднее возникла ассирийская столица Ниневия, в 25 км к северо-востоку от современного города Мосул (провинция Найнава). Поселение раскапывали в 1927, 1931 и 1932 гг. археологи из Пенсильванского университета во главе с Эфраимом Авигдором Шпайзером, который открыл это поселение в 1927 году.
В ходе раскопок установлено, что Тепе-Гавра был населён около 5000 — 1500 гг. до н. э. Здесь обнаружен древнейший образец храма со стенами, покрытыми пилястрами и углублениями. По данному памятнику назван период Гавра (3500 — 2900 гг. до н. э.) в истории Месопотамии.
Р. М. Мунчаев указывает на сходство керамики из Тепе-Гавра с керамикой майкопской культуры. В более ранних слоях Тепе-Гавра керамика относится к убейдскому типу, в более поздних — к урукскому.
| Хронологическая таблица неолита Ближнего Востока Марио Ливерани, Antico Oriente: storia, società, economia, Laterza, Roma-Bari, 2009, ISBN 978-88-420-9041-0, p. 84. |               |                               |                                                                                     |                                        |                                      |                         |        |
| 6000 | Хабур         | Джебель-Синджар, Ассирия      | Средний Тигр                                                                        | Нижняя Месопотамия                     | Хузистан                             | Анатолия                | Сирия  |
| 5600 |               | Умм-Дабагия                   |                                                                                     |                                        | Мухаммад-Джафар                      | Чатал-Гююк (6300—5500)  | Амук A |
| 5200 | Старший Халаф | Хассуна                       | Старшая Самарра (5600—5400) Средняя Самарра (5400—5000) Поздняя Самарра (5000—4800) |                                        | Сузиана A                            | Хаджилар Мерсин 24—22   | Амук B |
| 4800 | Средний Халаф | Поздняя Хассуна Тепе-Гавра 20 | Старшая Самарра (5600—5400) Средняя Самарра (5400—5000) Поздняя Самарра (5000—4800) | Эриду (= Убайд 1) Эриду 19—15          | Тепе-Сабз                            | Хаджилар Мерсин 22—20   | Амук C |
| 4500 | Поздний Халаф | Тепе-Гавра 19—18              |                                                                                     | Хаджи-Мухаммад (= Убайд 2) Эриду 14—12 | Хазине, en:Darreh Khazineh Сузиана B | Джан-Хасан Мерсин 19—17 | Амук D |

См. также: Доисторический Ближний Восток